# Halászlé

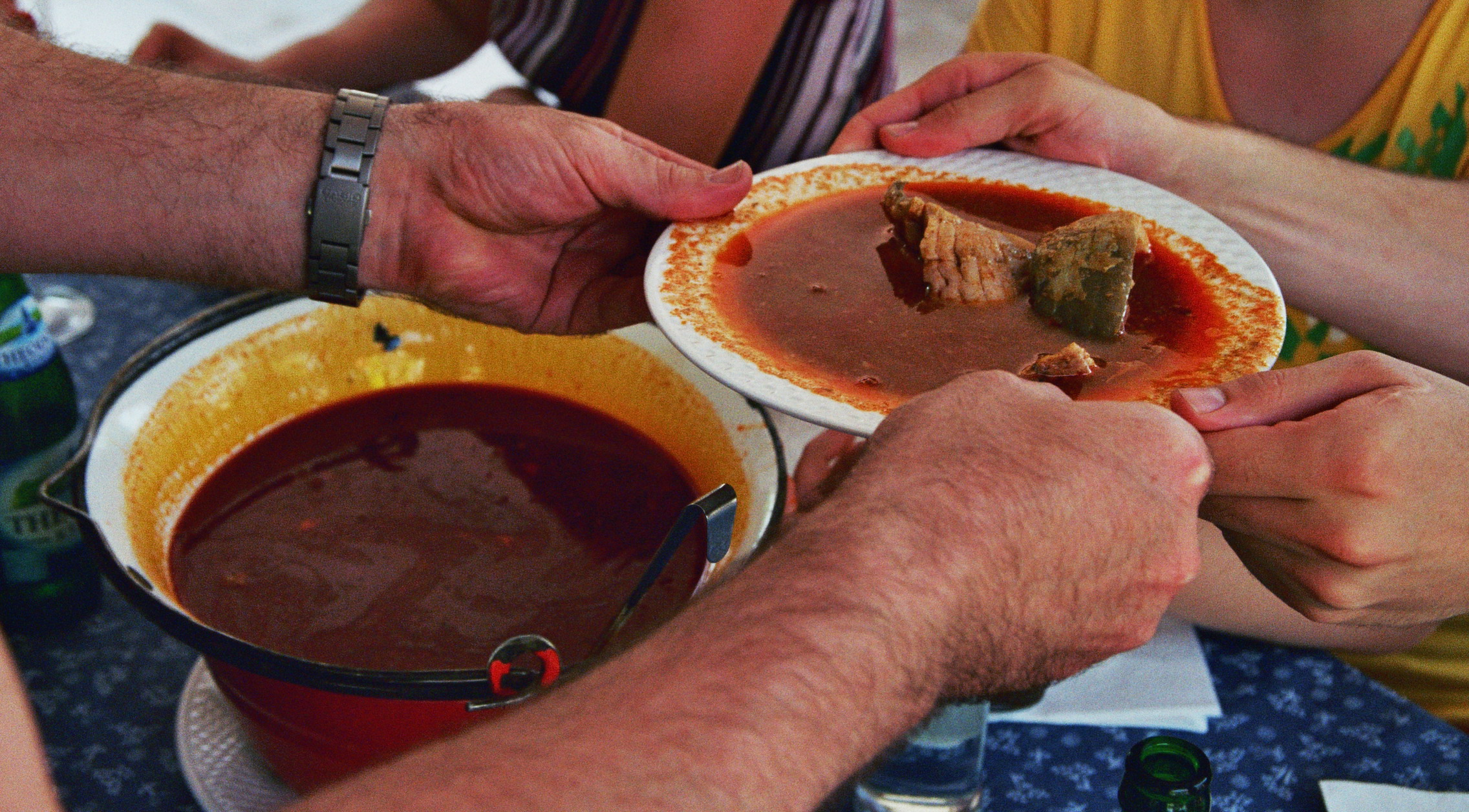
Halászlé

Die Halászlé ist eine Fischsuppe und eine Spezialität der ungarischen Küche.
Der Name leitet sich aus den ungarischen Wörtern hal = „Fisch“ bzw. halász = „Fischer“ und lé = „Saft“/„Brühe“ ab.
Für die Herstellung werden Zwiebeln klein gehackt, mit Paprika und kleingeschnittenem Fisch in Schweinefett kurz angebraten und mit Wasser übergossen. Der verwendete Fisch ist normalerweise Weißfisch, also Rotaugen, Karauschen, Brachsen oder auch Karpfen. Es können auch die unedleren Teile von Karpfen, Wels oder Zwergwels verwendet werden. Dafür werden die Fische nur ausgenommen und geschuppt, die Filetstücke kann man auch anderweitig verwenden. Wenn dieser Sud völlig weichgekocht ist, wird er durch ein Sieb gepresst. Dann werden kleingeschnittene Stücke verschiedener Fische (Karpfen, Wels, Hecht) hinzugefügt und mit großer Hitze erneut aufgekocht, bis die Fischstücke gar sind. In Ungarn werden mitunter auch Milch und Rogen zugefügt, diese werden die letzten 20 Minuten mitgekocht. Die Suppe wird teilweise im Topf und meistens mit Weißbrot serviert. Die Suppe kann am Ende mit Zitrone und Sauerrahm gebunden werden, dann erhält man die Korhely-Variante.